# Crescent Lake (Canada)
Crescent Lake is een meer in de Canadese provincie Newfoundland en Labrador. Het meer bevindt zich in de gemeente Robert's Arm, nabij de noordkust van het eiland Newfoundland. Crescent Lake heeft een zeker toeristisch belang voor de omgeving, er huisvest volgens de folklore een palingachtig monster met de naam Cressie.

## Geografie
Crescent Lake is een halvemaanvormig meer dat van west naar oost iets minder dan 8 km lang is. Gemiddeld genomen is het zo'n 400 à 500 m breed, al bereikt het op sommige plaatsen een breedte van ruim 1 km. In het oosten versmalt het meer op een bepaald punt tot slechts 30 meter, de zogenaamde Crescent Lake Narrows.
Het ligt in erg bosrijk gebied en telt twee kleine eilandjes. In het zuiden mondt de relatief grote Tommy's Arm River in Crescent Lake uit. Er zijn daarnaast nog heel wat kleine riviertjes en beken die erin uitmonden, waaronder Wellmans Brook en Island Pond Brook. Het meer watert zelf naar Notre Dame Bay af via een 1,5 km lang riviertje.
Provinciale Route 380 loopt parallel langs de gehele noordoever van het meer en komt hier en daar tot vlak aan het water. In het uiterste noordoosten reikt de dorpskern van Robert's Arm eveneens tot aan de oever.

## Toeristische faciliteiten
Aan de noordoever van het meer, een eindje buiten het dorp Robert's Arm, bevindt zich het Crescent Lake RV Park, een kampeerterrein voor mobilhomes en caravans. Het meer telt enkele kleine stranden. Er mag gezwommen, gevaren (met bootjes en kayaks) en gevist worden. De monding van de Tommy's Arm River in Crescent Lake en de narrows zijn ideale locaties om Atlantische zalmen te vangen.
Toeristen kunnen het natuurschoon van het meer en het omliggende bos ontdekken via de 10 km lange Hazelnut Hiking and Adventure Trail. Deze wandelroute maakt een lus via twee houten brugjes, eentje over de uitstroom en eentje over de narrows, en omvat een optionele beklimming naar een panoramapunt bovenop Hazelnut Hill.

## Monster

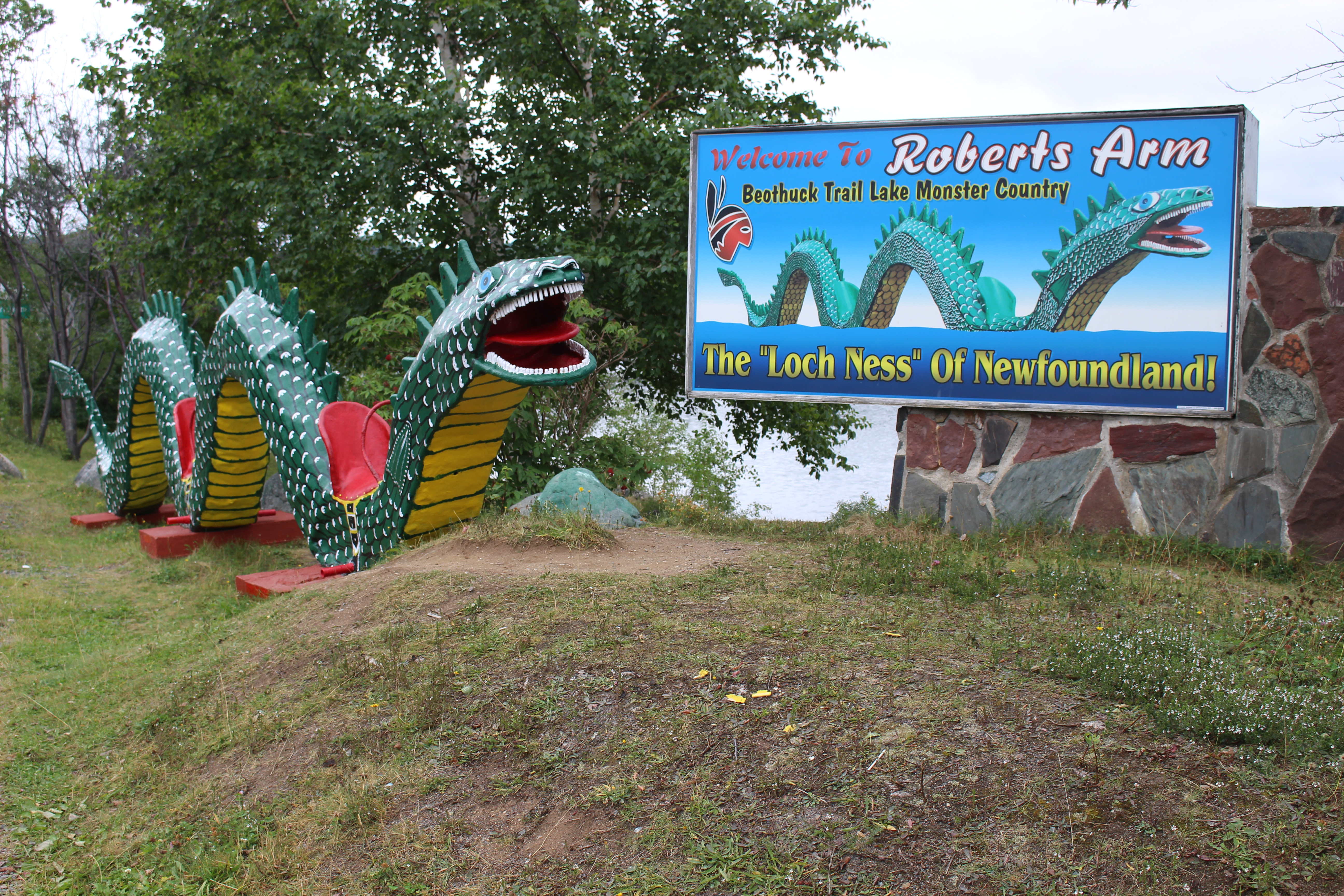
Standbeeld van Cressie met bijhorend toeristisch plakkaat aan de oever van Crescent Lake

Het meer is bekend vanwege Cressie, een vermeend monster dat er zou leven. Het wordt omschreven als een paling- of slangachtig wezen met een enorme lengte van 4,5 à 6 m. Sinds de jaren 1950 zou het al door enkelen tientallen getuigen waargenomen zijn, al is er geen enkel tastbaar bewijs voor het bestaan van deze cryptide. Cressie wordt door Robert's Arm voor toeristische redenen uitgespeeld als de Newfoundlandse evenknie van het Monster van Loch Ness.